# Agromyza animata
Agromyza animata är en tvåvingeart som beskrevs av Spencer 1973. Agromyza animata ingår i släktet Agromyza och familjen minerarflugor.
Artens utbredningsområde är Costa Rica. Inga underarter finns listade i Catalogue of Life.